# Something More (Secondhand Serenade)
Something More è il primo e unico singolo estratto da Hear Me Now, terzo album in studio di Secondhand Serenade,  pubblicato il 1º giugno 2010.

## La canzone
Il brano è caratterizzato da una leggera base elettronica accompagnata dal piano e dalla chitarra di Vesely; parla della continua ricerca da parte dell'uomo di un qualcosa per cui valga la pena combattere, come anche l'inevitabilità che ognuno di noi possa commettere errori.

## Video musicale
Il video ufficiale per il singolo, diretto da Declan Whitebloom, mostra scene di persone insoddisfatte della propria vita che, però, non si scoraggiano e alla fine riescono a trovare quelle piccole cose che le aiutano a tirare avanti.

## Tracce
Testi e musiche di John Vesely.
1. Something More – 3:24
2. You Are a Drug – 3:46
3. Something More (Making Of) – 6:07